# 無斑擬羊魚
無斑擬羊魚（学名：Mulloidichthys vanicolensis），又稱金帶擬鬚鯛，俗名秋姑、鬚哥，為輻鰭魚綱鱸形目鬚鯛科的其中一個種。本魚分布於印度-太平洋浅海海域。该物种的模式产地在Vanicolo。

## 特徵

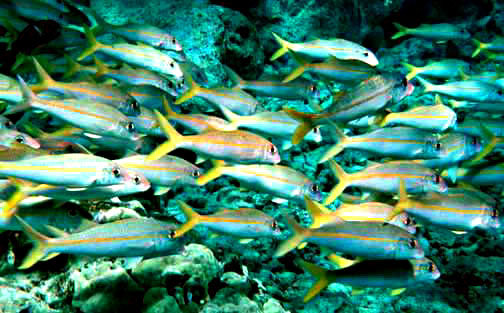
無斑擬羊魚

本魚體淡紅色，也有黃色體色的變異種。體側有兩條不明顯的黃色縱帶，側線在背鰭中央下有小型紅褐色斑點，頭部有不明顯的之青色線。前鰓蓋骨無齒，兩顎各有齒一列。背鰭有兩個，尾鰭成深分叉。背鰭硬棘共8枚、軟條共9枚；臀鰭硬棘1枚、軟條7枚。體長可達38公分。

## 生態
本魚棲息在礁湖或礁台上，成小群活動。肉食性，以觸鬚搜尋泥砂裡的底棲性動物為食物。

## 經濟利用
為中小型食用魚類，適合煎食或紅燒，亦可做為觀賞魚。